# Divisão N.º 6 (Manitoba)
A Divisão N.º 6 é uma das vinte e três divisões do censo da província de Manitoba no Canadá. Faz parte da Região de Westman no sudoeste de Manitoba. A principal cidade da região é Virden.